# Heini Nettesheim
Heinrich „Heini” Nettesheim (ur. 22 października 1915 w Kolonii, zm. 18 października 2005 tamże) – niemiecki i zachodnioniemiecki zapaśnik walczący w obu stylach. Dwukrotny olimpijczyk. Zajął czternaste miejsce w Berlinie 1936, w stylu klasycznym. W Helsinkach 1952 zajął piętnaste miejsce w stylu klasycznym i szóste w stylu wolnym. Walczył w kategorii do 67 kg.
Przyrodni brat zapaśnika Ferdinanda Schmitza, olimpijczyka z 1952 roku.
Mistrz Europy w 1937 i drugi w 1938; czwarty w 1939 roku.
Mistrz Niemiec w 1936, 1937, 1938, 1940, 1941, 1943, 1949 i 1950; drugi w 1951, w stylu wolnym. Mistrz w stylu klasycznym w 1936, 1938, 1939, 1940, 1941, 1942 i 1943; drugi w 1934, 1937, 1949 i 1950; trzeci w 1935 roku.

## Letnie Igrzyska Olimpijskie 1936
| Konkurencja          | Rundy eliminacyjne    | Rundy eliminacyjne    | Klas. końcowa |
| Konkurencja          | Przeciwnik I          | Przeciwnik II         | Miejsce       |
| -------------------- | --------------------- | --------------------- | ------------- |
| 66 kg styl klasyczny | Lauri Koskela (FIN) P | Voldemar Väli (EST) P | 14.           |

## Letnie Igrzyska Olimpijskie 1952
| Konkurencja          | Rundy eliminacyjne       | Rundy eliminacyjne     | Klas. końcowa |
| Konkurencja          | Przeciwnik I             | Przeciwnik II          | Miejsce       |
| -------------------- | ------------------------ | ---------------------- | ------------- |
| 67 kg styl klasyczny | Kalle Haapasalmi (FIN) P | Jack Rasmussen (DEN) P | 15.           |

| Konkurencja      | Rundy eliminacyjne | Rundy eliminacyjne      | Rundy eliminacyjne | Rundy eliminacyjne        | Klas. końcowa |
| Konkurencja      | Przeciwnik I       | Przeciwnik II           | Przeciwnik III     | Przeciwnik IV             | Miejsce       |
| ---------------- | ------------------ | ----------------------- | ------------------ | ------------------------- | ------------- |
| 67 kg styl wolny | O Tae-geun (KOR) Z | Arístides Pérez (GUA) Z | József Gál (HUN) P | Tofigh Jahanbakht (IRI) P | 6.            |